# Stade sportif de Talanta
Le stade sportif de Talanta, est un stade de sport en construction dans la ville de Nairobi, la capitale du Kenya. Il est destiné à être utilisé pendant la Coupe d'Afrique des nations de football 2027. Le stade est l'un des stades que le Kenya prévoit d'utiliser pendant le tournoi, qui sera organisé conjointement par le Kenya, l'Ouganda et la Tanzanie.

## Contexte
Le stade sportif de Talanta, d'une capacité prévue de 60 000 places, est destiné uniquement aux matchs de football et de rugby à XV. Il n'y aura pas de piste d'athlétisme, bien que des terrains d'athlétisme soient érigés à côté du stade. L'objectif principal de ce stade est de faire partie des stades hôtes que le Kenya utilisera pour accueillir la Coupe d'Afrique des nations de football 2027 dans le cadre d'un tournoi organisé dans trois États d'Afrique de l'Est, à savoir le Kenya, l'Ouganda et la Tanzanie. Les autres stades kenyans sont le Centre sportif international Moi de Kasarani, d'une capacité de 60 000 places, et le Nyayo National Stadium, d'une capacité de 15 000 places, également à Nairobi.
En septembre 2023, la Confédération africaine de football (CAF) a annoncé que la candidature de l'Afrique de l'Est Pamoja, présentée par le Kenya, l'Ouganda et la Tanzanie, était la candidature gagnante pour accueillir le tournoi de la CAN 2027. Cette candidature a battu d'autres candidatures d'autres pays, dont l'Égypte, le Sénégal, le Botswana et l'Algérie. Lors de la phase d'appel d'offres, la Fédération du Kenya de football a nommé les trois stades nationaux de Nairobi et le stade Kipchoge Keino d'une capacité de 10 000 places à Eldoret.

## Construction
Le contrat de construction a été attribué à China Road and Bridge Corporation (CRBC), une filiale de China Communications Construction Company (CCCC), un conglomérat multinational chinois d'ingénierie et de construction, majoritairement détenu par l'État et coté en bourse. Le montant du contrat n'a pas encore été divulgué. L'ingénieur superviseur est le département d'ingénierie du KDF. La construction a commencé le 1er mars 2024 et devrait durer environ deux ans. Il a ensuite été révélé que le projet était un accord de partenariat public-privé (PPP) entre le gouvernement du Kenya (GoK) et un tiers encore à identifier.